# Barrio Azteca
Barrio Azteca alias Los Aztecas je mexický vězeňský gang, který původně sídlil v El Pasu v Texasu. Skupina pracovala jako polovojenské ozbrojené křídlo Juárez Cartelu, v roce 1997. V současné době působí jako pobočka pro gang La Línea a své sídlo přesunul do Ciudad Juárez.
Eduardo Ravelo převzal kontrolu nad gangem ve válce proti kartelu Sinaloa roku 2008. Gang působí v mexických věznicích, kde si distribuují marihuanu a heroin. Další významnou osobou gangu je Vicente Carrillo Fuentes.

## Původ
Barrio Azteca (BA), byl založen v roce 1986 v oddělení Coffield Unit of TDCJ pětici členů gangu z ulice v El Pasu. Všech pět zakladatelů bylo předtím členy pouličního gangu X14. Barrio Azteca vznikl sjednotiteli pouličními gangy z El Pasa, kteří byli uvězněni ve vězení Texas Department of Criminal Justice (TDCJ). Barrio Azteca začalo s 35 členy. Později se skládalo z více než 1000 členů, z nichž většina je ze západního Texasu, ale nyní se nachází v Arizoně, Kalifornii, Coloradu, Illinois, Novém Mexiku a Mexiku.
Barrio Azteca nerekrutovali vždy z pouličních gangů, ale hlavně z trestanců, kteří si momentálně odpykávali ve věznicích. Nový člen musí být přijat tzv. "seržantem" nebo členem s vyšší hodností, přičemž zadavatel je zodpovědný za to, že musí dodržet všechna pravidla BA. Kapitán musí schválit nového člena, než bude přijat do gangu. Některé z více rozvinutých pouličních gangů patří Puro Barrio Sandoval, Barrio Cantu Rifa, Varrio Hacienda Heights, Colonel Street Locos, a Varrio Northeast. Mimo vězení, jsou pouliční gangy používáni k převozu drog a další činnosti pro BA. Barrio Azteca vbírá 10% daň ze všech zisků pouličních gangů. Jednoho dne, byli BA ve válce se třemi pouličními gangy, Nasty Boys, White Fence a Los Fatherless, ale tato válka byla přerušena, z důvodu další začínající války s gangy Texas Syndicate a Mexikanemi. Barrio Azteca nakonec podepsal příměří s Mexikanemi dne 15. března 1997 na Coffield Unit. Od srpna 1998 se dokončuje kompletní mírová smlouva mezi dvěma gangy.